# Ferreux-Quincey
Ferreux-Quincey [fɛʁø kɛ̃sɛ] ist eine französische Gemeinde mit 405 Einwohnern (Stand: 1. Januar 2022) im Département Aube in der Region Grand Est (bis 2015 Champagne-Ardenne). Sie besteht aus den namengebenden Dörfern Ferreux und Quincey und gehört zum Arrondissement Nogent-sur-Seine sowie zum Gemeindeverband Nogentais. Die Bewohner werden Ferrillons genannt.

## Geografie
Die Gemeinde Ferreux-Quincey liegt zwölf Kilometer südöstlich von Nogent-sur-Seine und etwa 37 Kilometer nordwestlich von Troyes im Südwesten der Champagne sèche, der „trockenen Champagne“. Durch die 15,32 km² umfassende Gemeinde fließt der auwaldgesäumte Ardusson. Zwischen den Wäldern Le Grand Parc im Norden und Bois de Ferreux im Süden ist die Landschaft durch Äcker und Wiesen auf leicht gewelltem Bodenrelief geprägt. Umgeben wird Ferreux-Quincey von den Nachbargemeinden Pont-sur-Seine im Norden, Saint-Hilaire-sous-Romilly im Nordosten, Saint-Loup-de-Buffigny im Osten und Südosten, Avant-lès-Marcilly im Südwesten sowie Saint-Aubin im Nordwesten.

## Geschichte
Die Gemeinde in ihrer heutigen Form entstand 1972 durch die Eingliederung der ehemals selbständigen Gemeinde Quincey nach Ferreux.

## Bevölkerungsentwicklung
| Jahr      | 1962 | 1968 | 1975 | 1982 | 1990 | 1999 | 2011 | 2021 |
| --------- | ---- | ---- | ---- | ---- | ---- | ---- | ---- | ---- |
| Einwohner | 191  | 154  | 236  | 270  | 339  | 337  | 359  | 407  |

In den Jahren 1954 und 1962 wurden mit je 191 Bewohnern die bisher niedrigsten Einwohnerzahlen ermittelt. Die Zahlen basieren auf den Daten von cassini.ehess und INSEE.

## Sehenswürdigkeiten
- Kirche Saint-Loup-de-Sens in Ferreux
- Kirche Saint-Martin in Quincey
- Château de Ferreux
- Ehemaliges Nonnenkloster Le Paraclet mit Klosterkapelle und Garten an der Grenze zur Gemeinde Saint-Aubin, Monument historique[4]
- Gefallenendenkmal
- Zwei Lavoirs (ehemalige öffentliche Waschhäuser)

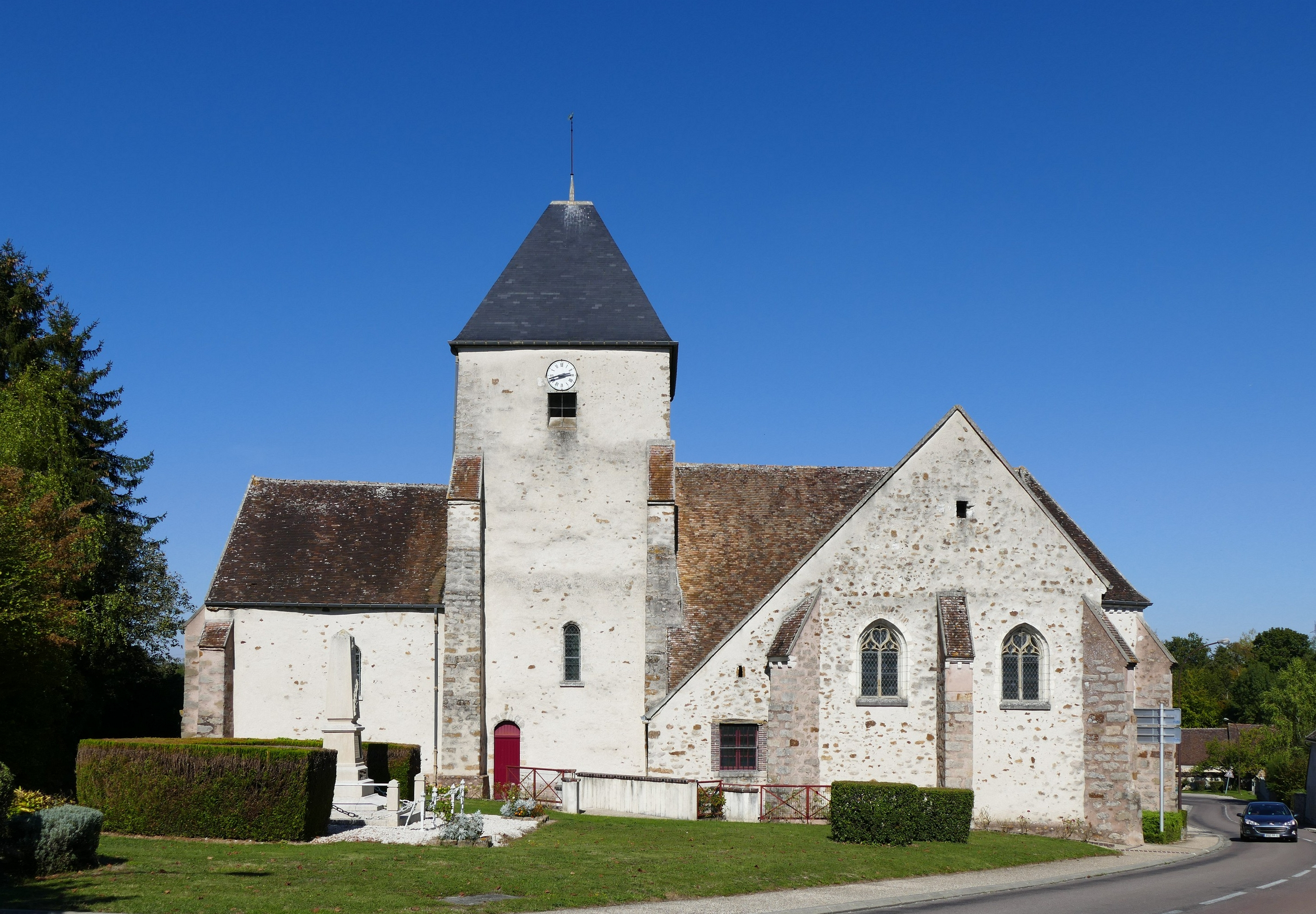
Kirche Saint-Loup-de-Sens
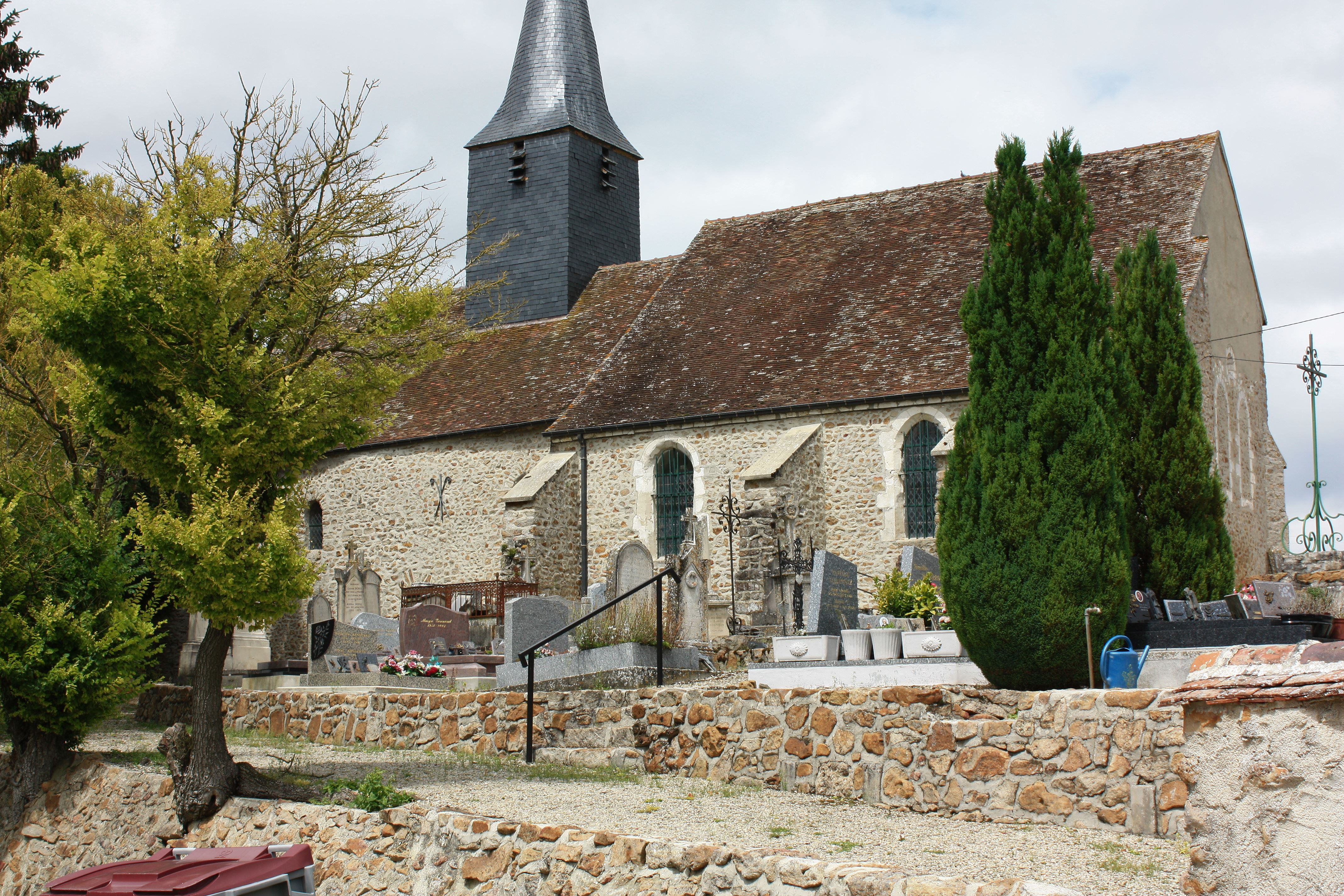
Kirche Saint-Martin
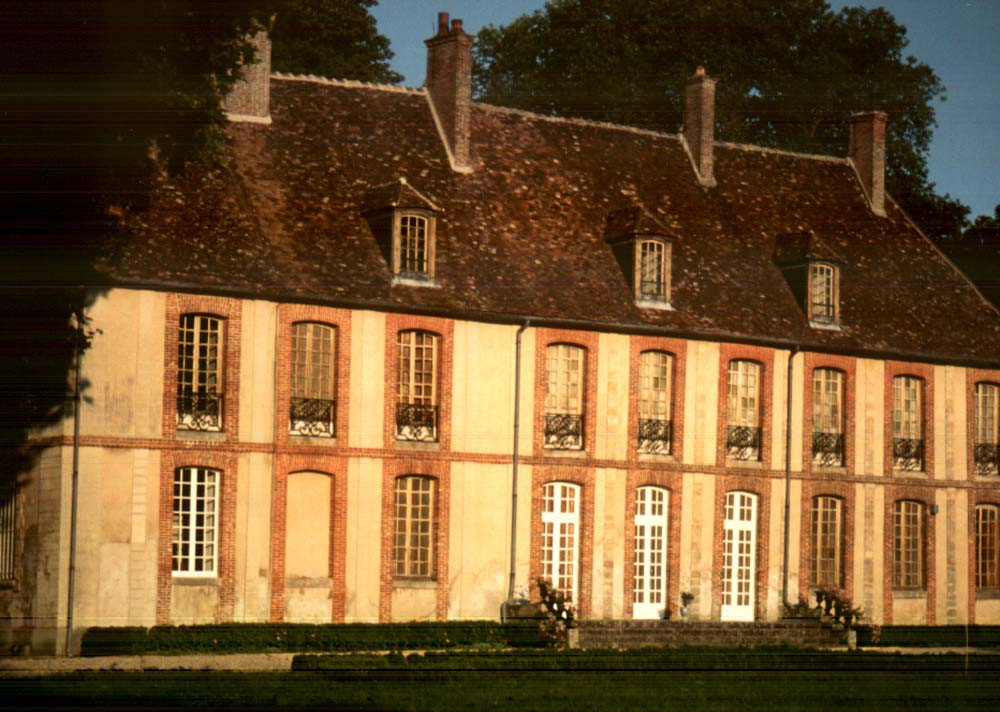
Château de Ferreux
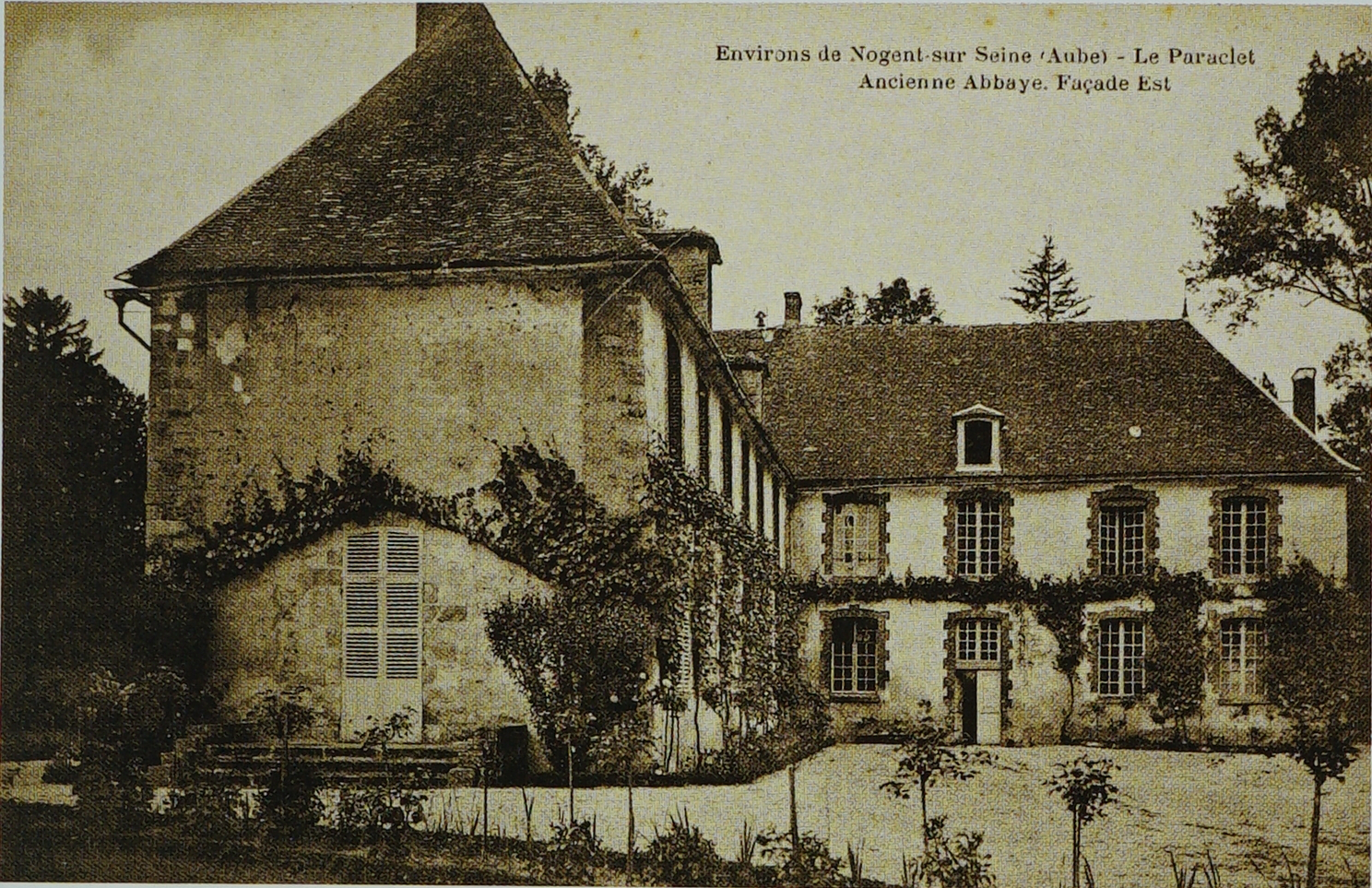
Ehemaliges Nonnenkloster Le Paraclet
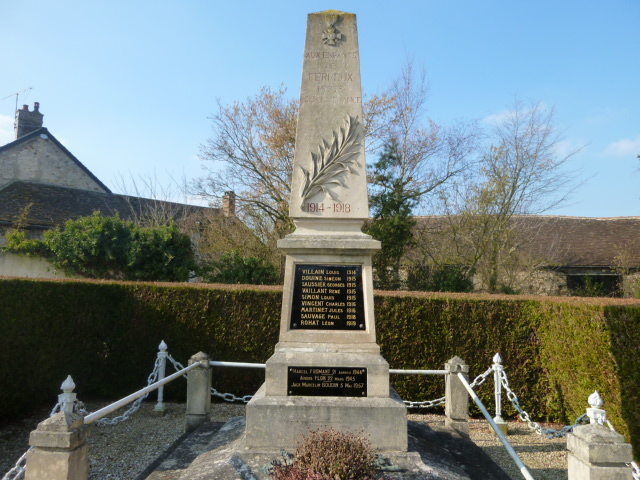
Gefallenendenkmal

## Persönlichkeiten
- Heloisa (um 1095–um 1164), Äbtissin des Klosters Le Paraclet
- Petrus Abaelardus (1079–1142), zeitweise Einsiedler nahe Quincey

## Wirtschaft und Infrastruktur
Ferreux-Quincey ist sehr ländlich geprägt. In der Gemeinde sind neun Landwirtschaftsbetriebe ansässig (Getreideanbau, Viehzucht).
Durch das Gemeindegebiet von Ferreux-Quincey führt die Fernstraße D 442 von Nogent-sur-Seine nach Troyes. Nahe der 37 Kilometer entfernten Stadt Troyes bestehen Anschlüsse an die Autoroute A 5 und die Autoroute A 26. Der Bahnhof in der zwölf Kilometer entfernten Stadt Nogent-sur-Seine liegt an der Bahnstrecke Paris–Mulhouse.

## Belege
1. ↑  Eingliederung auf cassini.ehess.fr
2. ↑  Ferreux-Quincey auf cassini.ehess
3. ↑  Ferreux-Quincey auf INSEE
4. ↑  Eintrag in der Base Mérimée des Kulturministeriums. Abgerufen am 2. Juli 2019 (französisch).
5. ↑  Landwirtschaftsbetriebe auf annuaire-mairie.fr (französisch)